# Wildflower
För andra betydelser, se Wildflower (olika betydelser).
Wildflower är en amerikansk TV-film från 1991. Huvudrollerna spelas av Reese Witherspoon och Patricia Arquette. Filmen är regisserad av Diane Keaton och manuset är baserat på en bok som Sara Flanigan skrivit. Hon skrev även manuset till filmen. 

## Handling
En döv flicka misshandlas både fysiskt och psykiskt, men när hon en dag träffar två excentriska barn, blir livet lite lättare.

## Rollista
| Beau Bridges         | – Jack Perkins   |
| Susan Blakely        | – Ada Guthrie    |
| Reese Witherspoon    | – Ellie Perkins  |
| Patricia Arquette    | – Alice Guthrie  |
| William McNamara     | – Sammy Perkins  |
| Norman Max Maxwell   | – Ormand Guthrie |
| Collin Wilcox Paxton | – Bessie Morgan  |
| Richard K. Olsen     | – Doc Murphy     |
| Allison Smith        | – Lisa Mae       |
| Heather Lynch        | – Bertha         |
| Robert Priester      | – David Butler   |
| Randy Williams       | – Cletus         |
| Rick Warner          | – Minister       |
| Charles McLawhorn    | – Mayor          |
| E. Michael Hewett    | – Ike            |